# Supercopa de la UEFA 2023
La Supercopa de la UEFA 2023 fue la 48.a edición de la Supercopa de la UEFA. El encuentro se disputó entre el Manchester City Fútbol Club de Inglaterra como ganador de Liga de Campeones de la UEFA 2022-23 y el Sevilla Fútbol Club de España como ganador de la Liga Europa de la UEFA 2022-23, en el Estadio Georgios Karaiskakis, en la ciudad de El Pireo, Grecia, el 16 de agosto del 2023.
Originalmente el partido estaba programado para celebrarse en el Kazán Arena de Kazán, Rusia, pero se cambió de sede debido a la invasión rusa de Ucrania.
El Manchester City ganó el partido 5-4 en los penaltis tras empatar 1-1 en los 90 minutos, logrando así su primer título de Supercopa de la UEFA.

## Equipos participantes
En negrita ediciones donde el equipo resultó ganador.
| Equipo                | Vía de clasificación                               | Participaciones previas                |
| --------------------- | -------------------------------------------------- | -------------------------------------- |
| Manchester City F. C. | Campeón de la Liga de Campeones de la UEFA 2022-23 | Debutante                              |
| Sevilla F. C.         | Campeón de la Liga Europa de la UEFA 2022-23       | 6 (2006, 2007, 2014, 2015, 2016, 2020) |

## Lugar
El Estadio Georgios Karaiskakis fue la sede de la final de la Supercopa de la XLVIII edición. El estadio alberga los partidos del Olympiakos Fútbol Club.

## Final
| 31    | Guardameta     | Ederson Moraes |     |
| 2     | Defensa        | Kyle Walker    |     |
| 25    | Defensa        | Manuel Akanji  |     |
| 24    | Defensa        | Joško Gvardiol |     |
| 6     | Defensa        | Nathan Aké     |     |
| 8     | Centrocampista | Mateo Kovačić  |     |
| 16    | Centrocampista | Rodri          |     |
| 80    | Centrocampista | Cole Palmer    | 85' |
| 47    | Centrocampista | Phil Foden     |     |
| 10    | Centrocampista | Jack Grealish  |     |
| 9     | Delantero      | Erling Haaland |     |
| D. T. | D. T.          | Pep Guardiola  |     |

| 13    | Guardameta     | Yassine Bounou       |       |
| 16    | Defensa        | Jesús Navas          | 83'   |
| 4     | Defensa        | Sergio Ramos         |       |
| 6     | Defensa        | Nemanja Gudelj       |       |
| 19    | Defensa        | Marcos Acuña         |       |
| 8     | Centrocampista | Joan Jordán          |       |
| 10    | Centrocampista | Ivan Rakitić         |       |
| 5     | Centrocampista | Lucas Ocampos        |       |
| 21    | Centrocampista | Óliver Torres        | 74'   |
| 17    | Centrocampista | Erik Lamela          | 90+2' |
| 15    | Delantero      | Youssef En-Nesyri    | 92'   |
| D. T. | D. T.          | José Luis Mendilibar |       |

| 19 | Delantero | Julián Álvarez | 85' |

| 26 | Centrocampista | Juanlu          | 74'   |
| 4  | Defensa        | Gonzalo Montiel | 83'   |
| 7  | Centrocampista | Suso            | 90+2' |
| 9  | Delantero      | Rafa Mir        | 92'   |

| 63' | Cole Palmer | 1:1 |

| 25' | Youssef En-Nesyri | 0:1 |

| Acierto de penal · Acierto de penal · Acierto de penal · Acierto de penal · Acierto de penal | Erling Haaland Julián Álvarez Mateo Kovačić Jack Grealish Kyle Walker | 1:0 2:1 3:2 4:3 5:4 |

| Acierto de penal · Acierto de penal · Acierto de penal · Acierto de penal · Fallo de penal | Lucas Ocampos Rafa Mir Ivan Rakitić Gonzalo Montiel Nemanja Gudelj | 1:1 2:2 3:3 4:4 5:4 |

| 33' · 62' · 90' | Loïc Badé Erik Lamela Juanlu |

| Principal  | François Letexier |
| Asistentes | Cyril Mugnier     |
|            | Mehdi Rahmouni    |
| Cuarto     | Espen Eskås       |

| VAR            | Jérôme Brisard  |
| Asistentes VAR | Eric Wattellier |
|                | Fedayi San      |

|                    |     |     |
| Tiros              | 23  | 8   |
| Tiros a puerta     | 7   | 4   |
| Faltas             | 5   | 14  |
| Saques de esquina  | 8   | 0   |
| Fueras de juego    | 0   | 3   |
| Posesión del balón | 70% | 30% |

| Alineación inicial |

| 31    | Guardameta     | Ederson Moraes |     |
| 2     | Defensa        | Kyle Walker    |     |
| 25    | Defensa        | Manuel Akanji  |     |
| 24    | Defensa        | Joško Gvardiol |     |
| 6     | Defensa        | Nathan Aké     |     |
| 8     | Centrocampista | Mateo Kovačić  |     |
| 16    | Centrocampista | Rodri          |     |
| 80    | Centrocampista | Cole Palmer    | 85' |
| 47    | Centrocampista | Phil Foden     |     |
| 10    | Centrocampista | Jack Grealish  |     |
| 9     | Delantero      | Erling Haaland |     |
| D. T. | D. T.          | Pep Guardiola  |     |

| 13    | Guardameta     | Yassine Bounou       |       |
| 16    | Defensa        | Jesús Navas          | 83'   |
| 4     | Defensa        | Sergio Ramos         |       |
| 6     | Defensa        | Nemanja Gudelj       |       |
| 19    | Defensa        | Marcos Acuña         |       |
| 8     | Centrocampista | Joan Jordán          |       |
| 10    | Centrocampista | Ivan Rakitić         |       |
| 5     | Centrocampista | Lucas Ocampos        |       |
| 21    | Centrocampista | Óliver Torres        | 74'   |
| 17    | Centrocampista | Erik Lamela          | 90+2' |
| 15    | Delantero      | Youssef En-Nesyri    | 92'   |
| D. T. | D. T.          | José Luis Mendilibar |       |

| 19 | Delantero | Julián Álvarez | 85' |

| 26 | Centrocampista | Juanlu          | 74'   |
| 4  | Defensa        | Gonzalo Montiel | 83'   |
| 7  | Centrocampista | Suso            | 90+2' |
| 9  | Delantero      | Rafa Mir        | 92'   |

| 63' | Cole Palmer | 1:1 |

| 25' | Youssef En-Nesyri | 0:1 |

| Acierto de penal · Acierto de penal · Acierto de penal · Acierto de penal · Acierto de penal | Erling Haaland Julián Álvarez Mateo Kovačić Jack Grealish Kyle Walker | 1:0 2:1 3:2 4:3 5:4 |

| Acierto de penal · Acierto de penal · Acierto de penal · Acierto de penal · Fallo de penal | Lucas Ocampos Rafa Mir Ivan Rakitić Gonzalo Montiel Nemanja Gudelj | 1:1 2:2 3:3 4:4 5:4 |

| 33' · 62' · 90' | Loïc Badé Erik Lamela Juanlu |

| Principal  | François Letexier |
| Asistentes | Cyril Mugnier     |
|            | Mehdi Rahmouni    |
| Cuarto     | Espen Eskås       |

| VAR            | Jérôme Brisard  |
| Asistentes VAR | Eric Wattellier |
|                | Fedayi San      |

|                    |     |     |
| Tiros              | 23  | 8   |
| Tiros a puerta     | 7   | 4   |
| Faltas             | 5   | 14  |
| Saques de esquina  | 8   | 0   |
| Fueras de juego    | 0   | 3   |
| Posesión del balón | 70% | 30% |

| Alineación inicial |

| 31    | Guardameta     | Ederson Moraes |     |
| 2     | Defensa        | Kyle Walker    |     |
| 25    | Defensa        | Manuel Akanji  |     |
| 24    | Defensa        | Joško Gvardiol |     |
| 6     | Defensa        | Nathan Aké     |     |
| 8     | Centrocampista | Mateo Kovačić  |     |
| 16    | Centrocampista | Rodri          |     |
| 80    | Centrocampista | Cole Palmer    | 85' |
| 47    | Centrocampista | Phil Foden     |     |
| 10    | Centrocampista | Jack Grealish  |     |
| 9     | Delantero      | Erling Haaland |     |
| D. T. | D. T.          | Pep Guardiola  |     |

| 13    | Guardameta     | Yassine Bounou       |       |
| 16    | Defensa        | Jesús Navas          | 83'   |
| 4     | Defensa        | Sergio Ramos         |       |
| 6     | Defensa        | Nemanja Gudelj       |       |
| 19    | Defensa        | Marcos Acuña         |       |
| 8     | Centrocampista | Joan Jordán          |       |
| 10    | Centrocampista | Ivan Rakitić         |       |
| 5     | Centrocampista | Lucas Ocampos        |       |
| 21    | Centrocampista | Óliver Torres        | 74'   |
| 17    | Centrocampista | Erik Lamela          | 90+2' |
| 15    | Delantero      | Youssef En-Nesyri    | 92'   |
| D. T. | D. T.          | José Luis Mendilibar |       |

| 19 | Delantero | Julián Álvarez | 85' |

| 26 | Centrocampista | Juanlu          | 74'   |
| 4  | Defensa        | Gonzalo Montiel | 83'   |
| 7  | Centrocampista | Suso            | 90+2' |
| 9  | Delantero      | Rafa Mir        | 92'   |

| 63' | Cole Palmer | 1:1 |

| 25' | Youssef En-Nesyri | 0:1 |

| Acierto de penal · Acierto de penal · Acierto de penal · Acierto de penal · Acierto de penal | Erling Haaland Julián Álvarez Mateo Kovačić Jack Grealish Kyle Walker | 1:0 2:1 3:2 4:3 5:4 |

| Acierto de penal · Acierto de penal · Acierto de penal · Acierto de penal · Fallo de penal | Lucas Ocampos Rafa Mir Ivan Rakitić Gonzalo Montiel Nemanja Gudelj | 1:1 2:2 3:3 4:4 5:4 |

| 33' · 62' · 90' | Loïc Badé Erik Lamela Juanlu |

| Principal  | François Letexier |
| Asistentes | Cyril Mugnier     |
|            | Mehdi Rahmouni    |
| Cuarto     | Espen Eskås       |

| VAR            | Jérôme Brisard  |
| Asistentes VAR | Eric Wattellier |
|                | Fedayi San      |

|                    |     |     |
| Tiros              | 23  | 8   |
| Tiros a puerta     | 7   | 4   |
| Faltas             | 5   | 14  |
| Saques de esquina  | 8   | 0   |
| Fueras de juego    | 0   | 3   |
| Posesión del balón | 70% | 30% |

| Alineación inicial |

| 31    | Guardameta     | Ederson Moraes |     |
| 2     | Defensa        | Kyle Walker    |     |
| 25    | Defensa        | Manuel Akanji  |     |
| 24    | Defensa        | Joško Gvardiol |     |
| 6     | Defensa        | Nathan Aké     |     |
| 8     | Centrocampista | Mateo Kovačić  |     |
| 16    | Centrocampista | Rodri          |     |
| 80    | Centrocampista | Cole Palmer    | 85' |
| 47    | Centrocampista | Phil Foden     |     |
| 10    | Centrocampista | Jack Grealish  |     |
| 9     | Delantero      | Erling Haaland |     |
| D. T. | D. T.          | Pep Guardiola  |     |

| 13    | Guardameta     | Yassine Bounou       |       |
| 16    | Defensa        | Jesús Navas          | 83'   |
| 4     | Defensa        | Sergio Ramos         |       |
| 6     | Defensa        | Nemanja Gudelj       |       |
| 19    | Defensa        | Marcos Acuña         |       |
| 8     | Centrocampista | Joan Jordán          |       |
| 10    | Centrocampista | Ivan Rakitić         |       |
| 5     | Centrocampista | Lucas Ocampos        |       |
| 21    | Centrocampista | Óliver Torres        | 74'   |
| 17    | Centrocampista | Erik Lamela          | 90+2' |
| 15    | Delantero      | Youssef En-Nesyri    | 92'   |
| D. T. | D. T.          | José Luis Mendilibar |       |

| 19 | Delantero | Julián Álvarez | 85' |

| 26 | Centrocampista | Juanlu          | 74'   |
| 4  | Defensa        | Gonzalo Montiel | 83'   |
| 7  | Centrocampista | Suso            | 90+2' |
| 9  | Delantero      | Rafa Mir        | 92'   |

| 63' | Cole Palmer | 1:1 |

| 25' | Youssef En-Nesyri | 0:1 |

| Acierto de penal · Acierto de penal · Acierto de penal · Acierto de penal · Acierto de penal | Erling Haaland Julián Álvarez Mateo Kovačić Jack Grealish Kyle Walker | 1:0 2:1 3:2 4:3 5:4 |

| Acierto de penal · Acierto de penal · Acierto de penal · Acierto de penal · Fallo de penal | Lucas Ocampos Rafa Mir Ivan Rakitić Gonzalo Montiel Nemanja Gudelj | 1:1 2:2 3:3 4:4 5:4 |

| 33' · 62' · 90' | Loïc Badé Erik Lamela Juanlu |

| Principal  | François Letexier |
| Asistentes | Cyril Mugnier     |
|            | Mehdi Rahmouni    |
| Cuarto     | Espen Eskås       |

| VAR            | Jérôme Brisard  |
| Asistentes VAR | Eric Wattellier |
|                | Fedayi San      |

|                    |     |     |
| Tiros              | 23  | 8   |
| Tiros a puerta     | 7   | 4   |
| Faltas             | 5   | 14  |
| Saques de esquina  | 8   | 0   |
| Fueras de juego    | 0   | 3   |
| Posesión del balón | 70% | 30% |

| Alineación inicial |

|                                     |
| Bandera de Inglaterra               |
| Campeón Manchester City 1.er título |